# Inseption, m'voyez
Inception, m'voyez (Insheeption en VO) est le dixième épisode de la saison 14 de la série télévisée South Park. Il est diffusé pour la première fois aux États-Unis le 21 octobre 2010 sur Comedy Central.
Le titre de l'épisode et l'épisode en lui-même parodient le succès de l'été 2010 au cinéma, Inception. Le postulat de départ de l'épisode est qu’Inception est un film excessivement complexe.
Dans le titre original, la présence de la syllabe sheep renvoie au berger (sheep signifie mouton) qui apparaît dans l'épisode, sans être indispensable au scénario, parodiant ainsi la foule de détails qu'inclut Inception sans qu'ils ne participent forcément à l'intrigue. En français, il met en avant le fait que le personnage de M. Mackey soit au centre de l'épisode.

## Synopsis
Stan a un problème de rangement : ne parvenant pas se débarrasser de ses affaires, il accumule des biens inutiles. M. Mackey souffrant du même problème, ils décident ensemble de tester une nouvelle thérapie par les rêves. Stan se retrouve alors dans le passé de M. Mackey, suivi par son père Randy qui poursuit son rêve d'être un papillon. Sharon, quant à elle, tente de comprendre quelle logique se dégage de tout ce qui se passe autour d'eux.

## Controverse
Trey Parker et Matt Stone ont été accusés, pour cet épisode, d'avoir repris quelques répliques d'une vidéo du site CollegeHumor, Inception characters don't understand Inception. Ce que Matt Stone a en partie avoué, et dont il s'est excusé, prétextant qu'ils n'avaient pas le film sous la main et qu'ils avaient dû utiliser Internet en guise de référence. Ses excuses ont été acceptées.